# 嵵裡水仙宮
嵵裡水仙宮，通嵵裏水仙宮，昔時或作嵵內水仙宮，台灣澎湖縣馬公市廟宇，嵵裡澳角頭廟之一，嵵裡里公廟，主祀水仙尊王。清領時期乾隆11年（1746年）開基。法師流派為「閭山派」之「玉皇勅令、雷令支派」。:60–62

## 沿革
清領時期設澎湖廳計有十三澳，雍正五年（1727年）設「嵵裡澳」，澳名便取自嵵裡:64-65，該處民居周遭為高丘紗帽山所包圍，由於紗帽山山形似飯匙，聚落正位於紗帽山冠耳處（即帽沿）內側，故稱紗帽嵵，又作「匙（嵵）山」而得名。日治時期改稱「嵵裡鄉」、1945年曾一度與北鄰的井垵里合併，作「嵵垵里」，現今又獨立為「嵵裡里」。
根據嵵裡水仙宮廟中碑文記載，據傳乾隆八年（1743年）間，有來自金門的陳姓移民倡議籌建水仙宮，於乾隆11年（1746年）落成。嵵水仙宮中存有鼎灣眾弟子敬獻的「元亨利貞」匾額，落款年份為乾隆丙寅年（即乾隆11年、1746年），故嵵裡水仙宮在公元1746年立廟之說有其可信度。
嵵裡水仙宮在清領時期經歷多次重建，但未有文字紀錄可考；直到日治時期大正八年（1919年）間，里民陳進達、吳清江敬邀居民與漁船網主商議，各網組捐獻十分之三的漁業收益，籌措廟宇重建基金，並於大正12年（1923年）竣工，同年開辦鸞堂，即「勤心社化善堂」，著善書《醒生金篇》一部。
日治時期末期，澎湖遭受美軍空襲，嵵裡水仙宮因此毀損嚴重；二戰後的民國47年（1958年），里民吳便、陳根三等人發起廟宇重建募款工程，順利於民國50年（1961年）落成。民國75年（1986年），韋恩颱風侵澎，嵵裡水仙宮再度遭到破壞，陳純來、陳清山、吳德明、陳水勝等人再度號召重建，於民國78年（1989年）五月興工，民國82年（1993年）落成；嵵裡水仙宮廟身坐北朝南，面朝嵵裡前漁港，為三層樓之建築格局，內有彩繪雕龍，技藝精湛，堪稱金碧輝煌。

## 清代水師與水仙尊王信仰
根據黃阿有〈臺灣水仙宮的分布與其祀神之研究〉一文指出，台灣的水仙尊王信仰最早源自明朝廈門一帶的郊商、水手，東寧王國時期便有在台灣本島建廟祭祀水仙尊王的紀錄（即台南水仙宮），但台灣在17世紀末葉進入清領時期之後，原本民間郊商的商貿特權轉移至清代軍方手上，水師遂也延續原本民間祭祀水仙尊王的習俗。
嵵裡因位於大山嶼圓頂半島，北倚媽宮內灣，距媽宮社陸路約廿五里、南望虎井嶼及桶盤嶼，為面朝外洋（台灣海峽）之衝口，澎湖水師協遂於此處設「嵵裡汛」，編制屬水師協「左營」，每季又輪派一員千總或把總扼守，兼轄文良港汛和風櫃尾汛（分別位於今湖西鄉龍門村、馬公市風櫃里）；光緒13年（1887年）後兵防改制，增轄林投、奎璧和鼎灣三澳汛口。:220-225因此，應可佐證嵵裡地區之水仙尊王信仰如同媽宮水仙宮般，和清代水師皆有所淵源。

## 圖輯

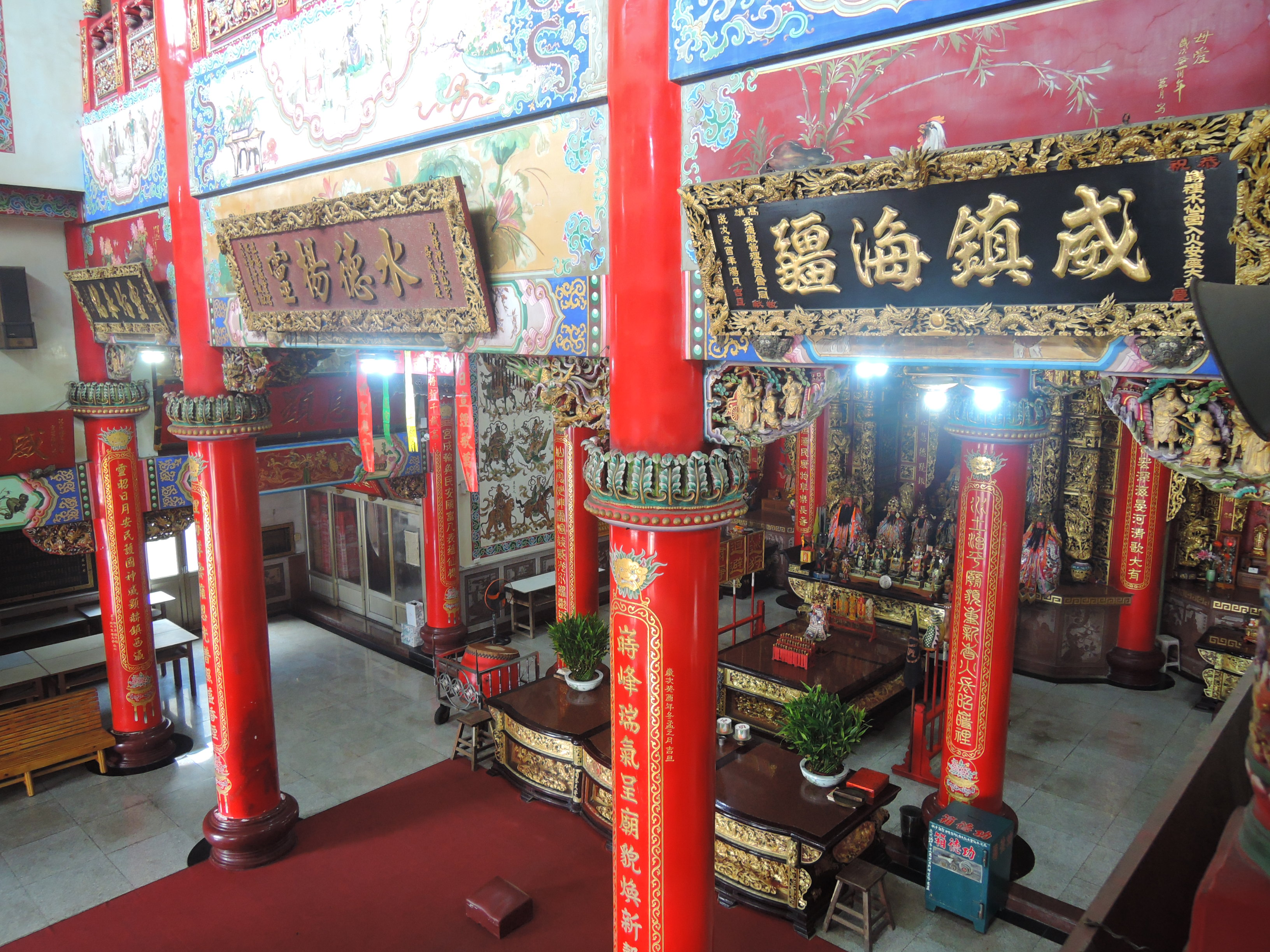
神明廳
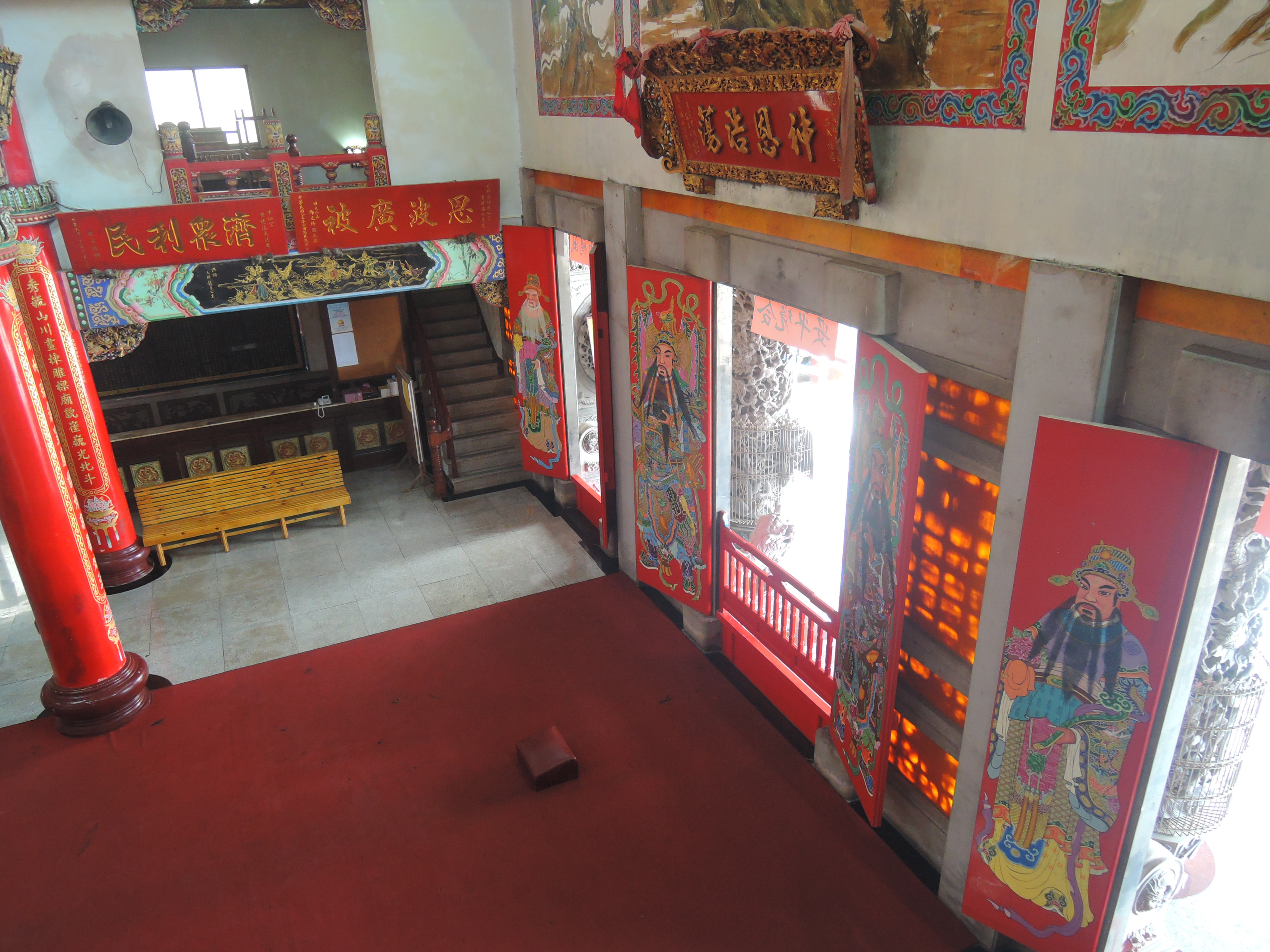
門神、入口
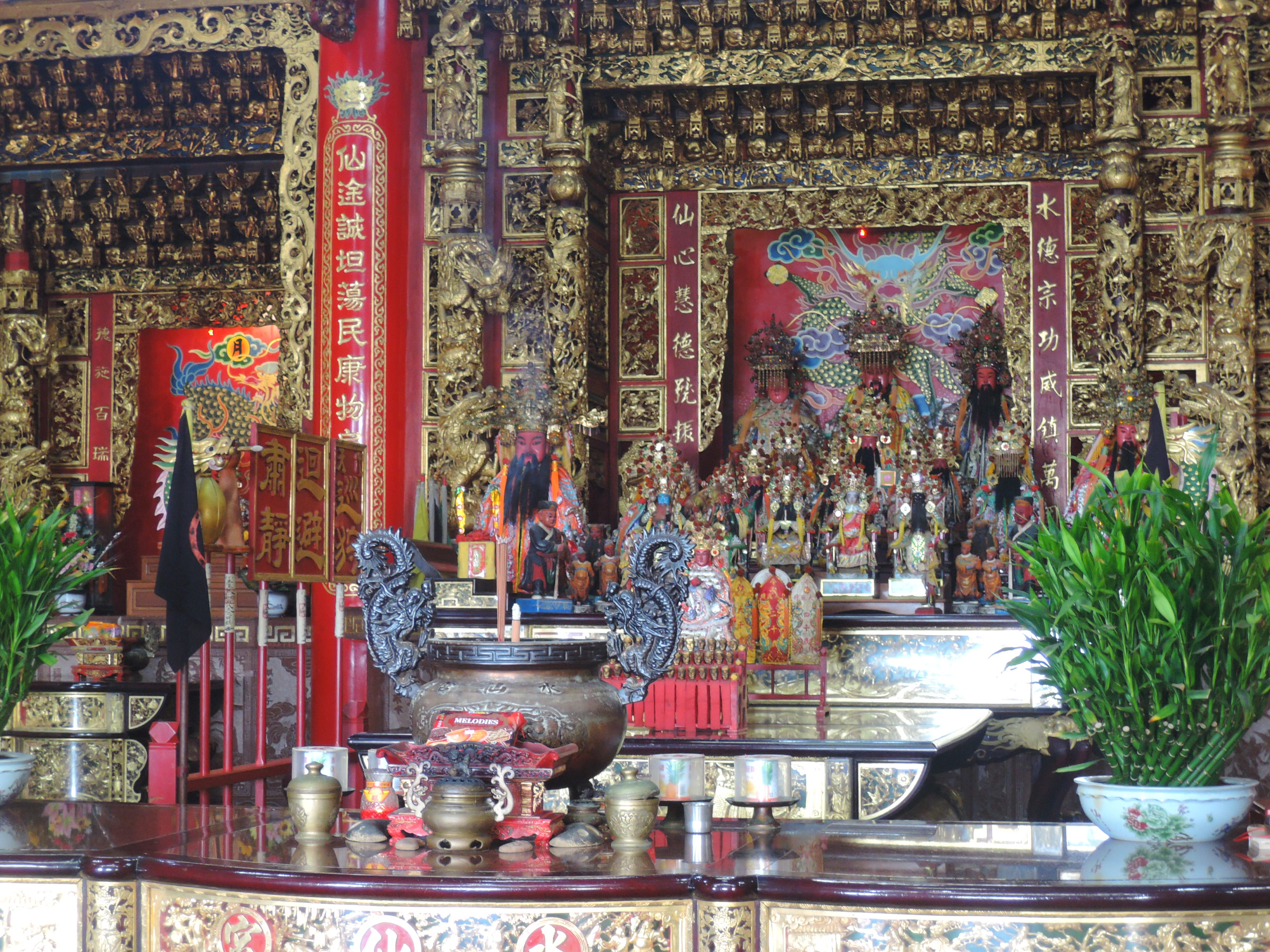
水仙尊王
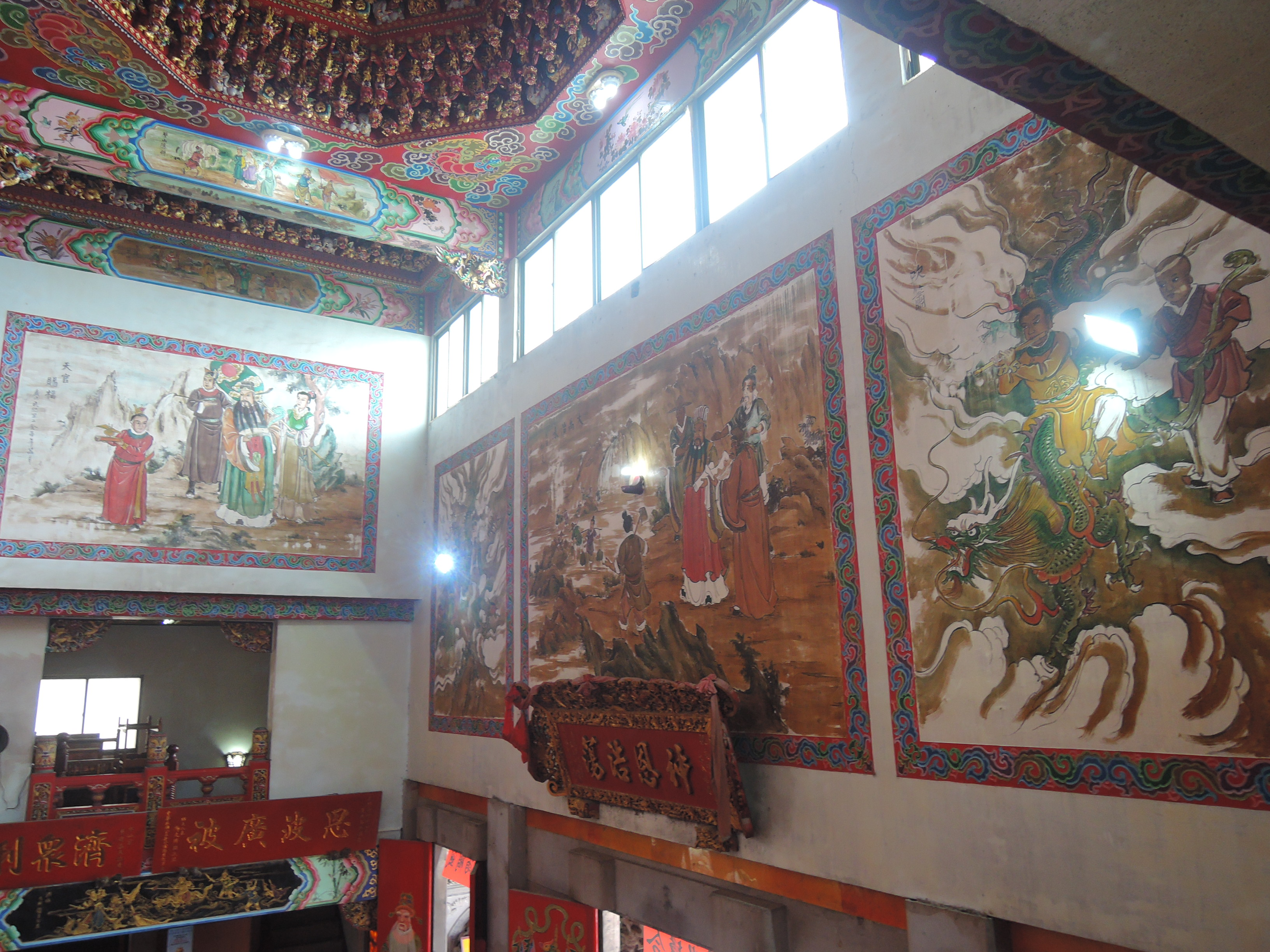
壁面彩繪
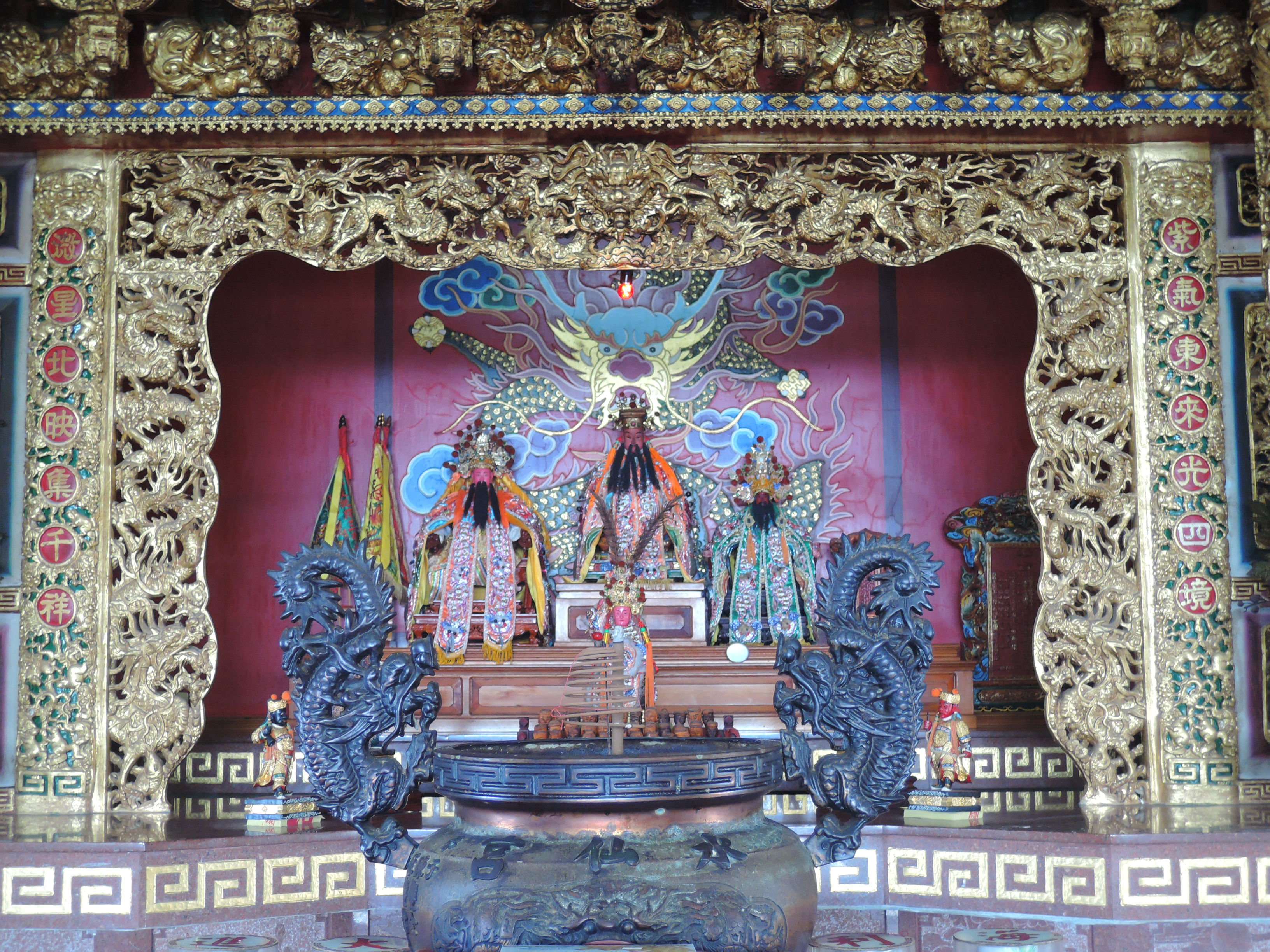
紫微上帝（二樓）
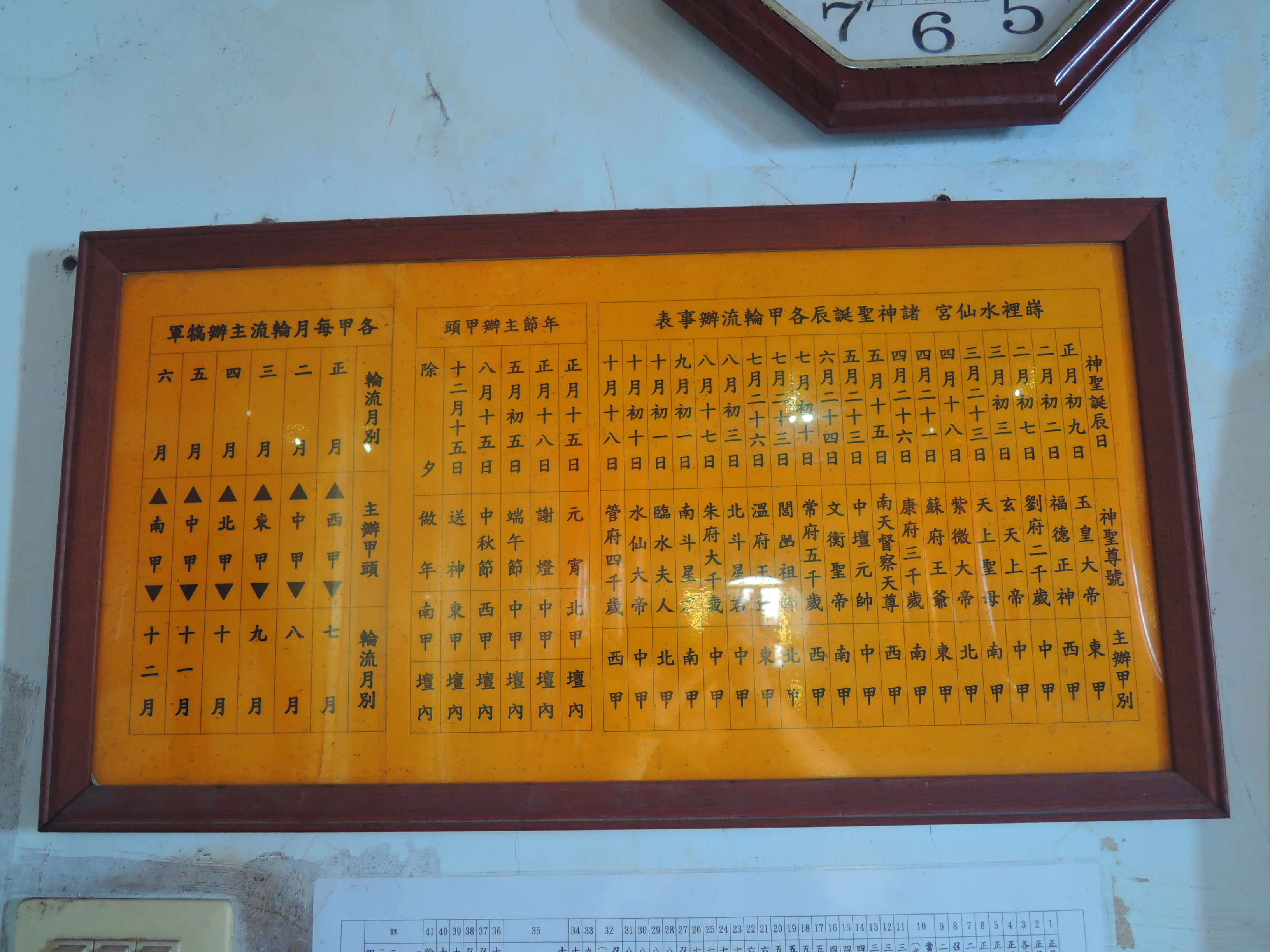
年曆表
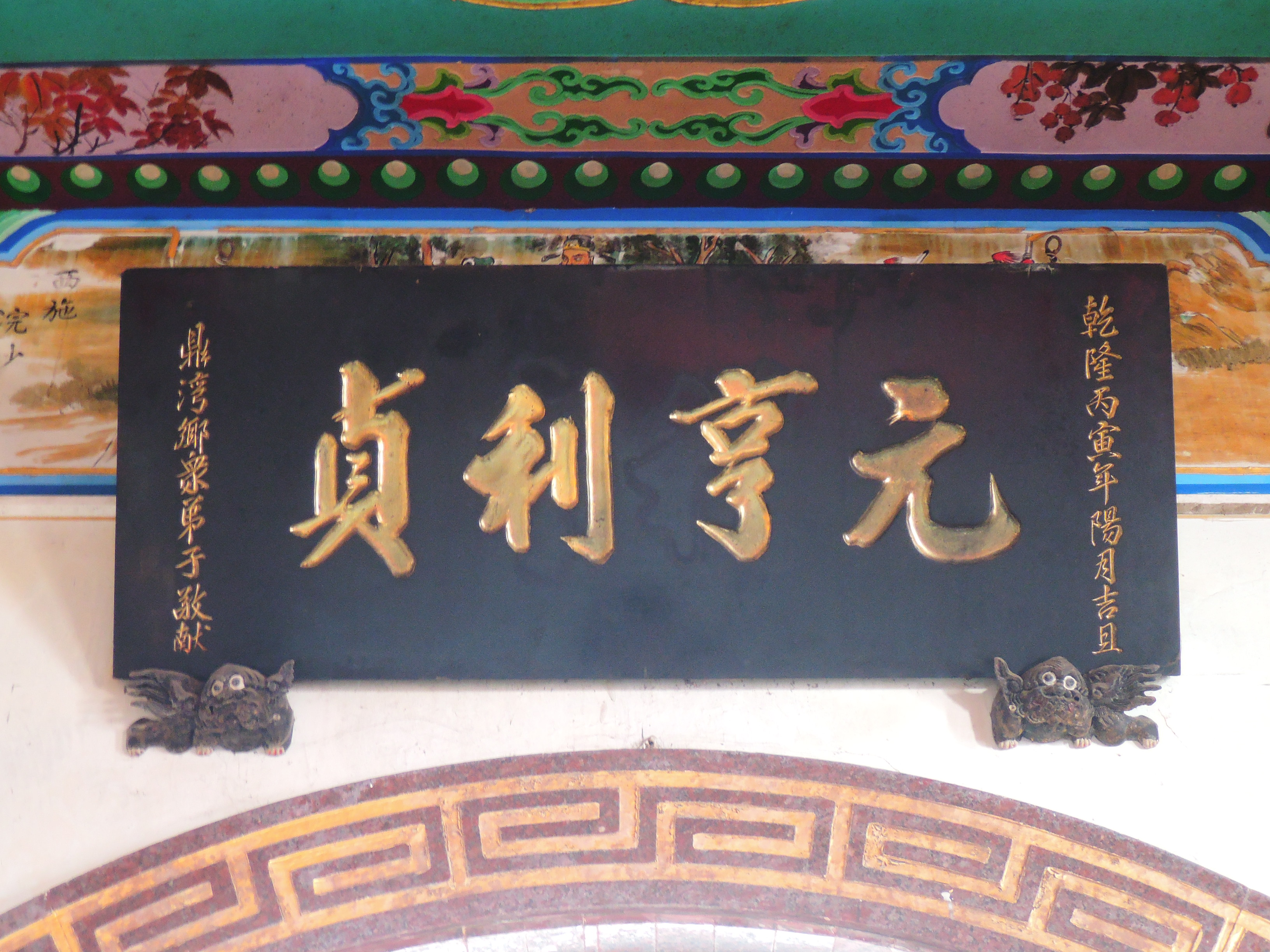
元亨利貞匾（1746年）
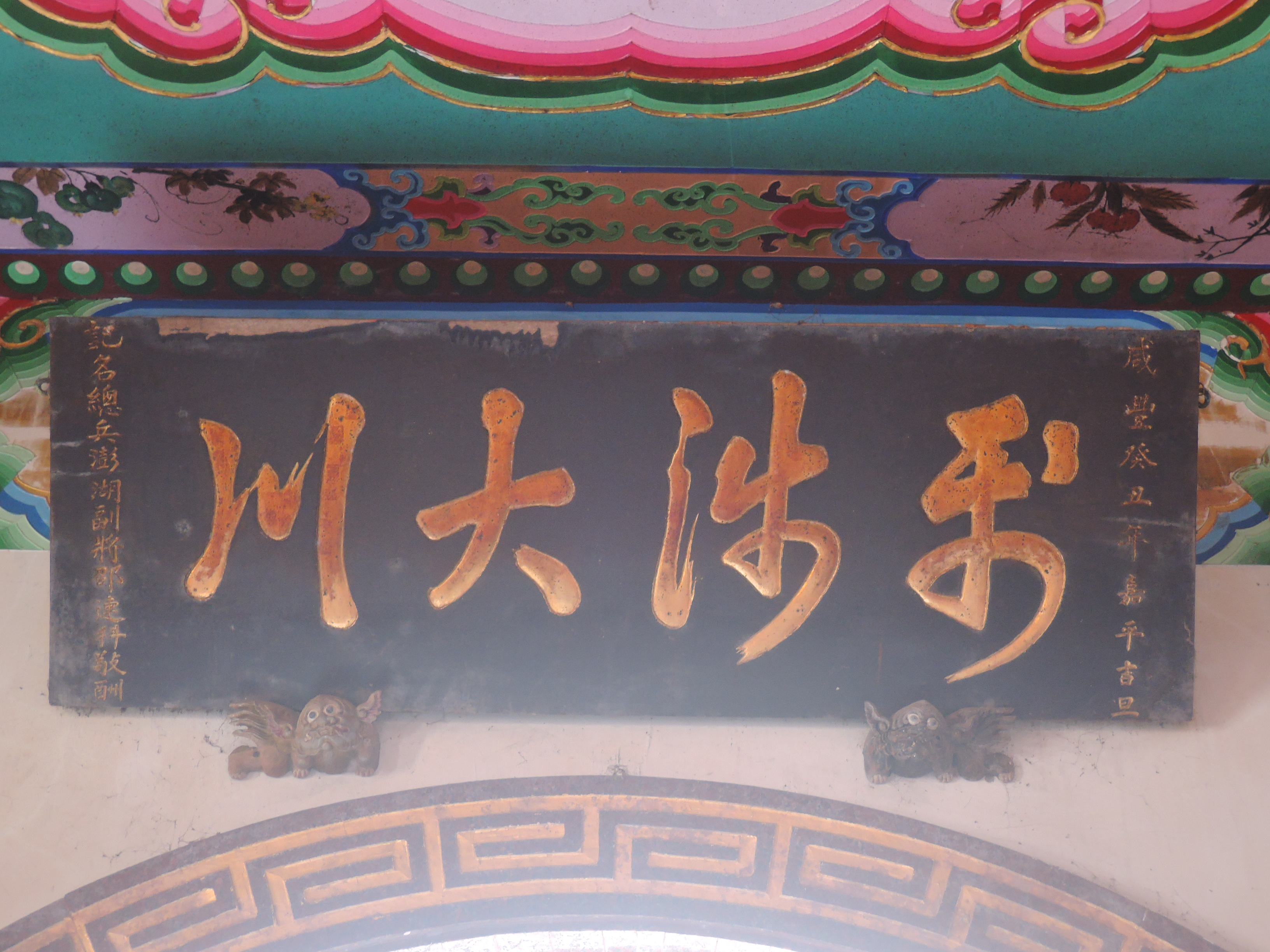
利涉大川匾（1853年）

## 外部連結
- 澎湖嵵裡水仙宮武轎會的Facebook專頁